# Leo Rwabdogo
Leo Rwabdogo (Tororo, 3 giugno 1949 – Rugongo, 15 gennaio 2009) è stato un pugile ugandese, vincitore di due medaglie in altrettante edizioni dei Giochi olimpici.

## Biografia
Nel 1968 si presentò alle Olimpiadi di Città del Messico come campione africano dei Pesi Mosca, avendo conquistato il titolo all'inizio dello stesso anno. Approdò alle semifinali dopo aver eliminato, tra gli altri, il quotato statunitense Davey Vasquez. Con un verdetto controverso fu sconfitto dal polacco Artur Olech, che poi avrebbe perso la finale contro il pugile di casa Ricardo Delgado, ma si consolò con la medaglia di bronzo, la prima medaglia conquistata dall'Uganda nella storia dei Giochi olimpici.
Riuscì a migliorarsi quattro anni dopo, alle Olimpiadi di Monaco di Baviera, quando vinse la medaglia d'argento, sconfitto solo in finale dal bulgaro Georgi Kostadinov.
Nel suo palmarès figura anche una medaglia d'argento conquistata nel 1970 ai Giochi del Commonwealth. Partecipò, senza successo, anche ai Giochi panafricani del 1973.
Nonostante i suoi meriti sportivi, terminata l'attività agonistica trascorse il resto della sua vita in povertà. Morì nel 2009, a 59 anni.
Al 2012, Leo Rwabdogo è l'unico ugandese ad aver vinto due medaglie olimpiche.